# Dies irae
"Dies irae" ( phát âm tiếng Latinh: [ˈdi.es ˈi.re]; "Ngày Phẫn nộ") là một ca tiếp liên tiếng Latinh được cho là của Tôma thành Celano thuộc dòng Phanxicô (1200–1265)  hoặc Latino Malabranca Orsini (mất năm 1294), giảng viên tại studium dòng Đa Minh tại Santa Sabina, tiền thân của Đại học Giáo hoàng Saint Thomas Aquinas (Angelicum) Ở Rome. Ca tiếp liên này có niên đại muộn nhất là vào thế kỷ 13, mặc dù có thể là lâu đời hơn nhiều, với một số nguồn cho rằng nguồn gốc của nó là từ Thánh Grêgôriô Cả (mất năm 604), Bêrnarđô thành Clairvaux (1090–1153), hoặc Bônaventura (1221–1274).

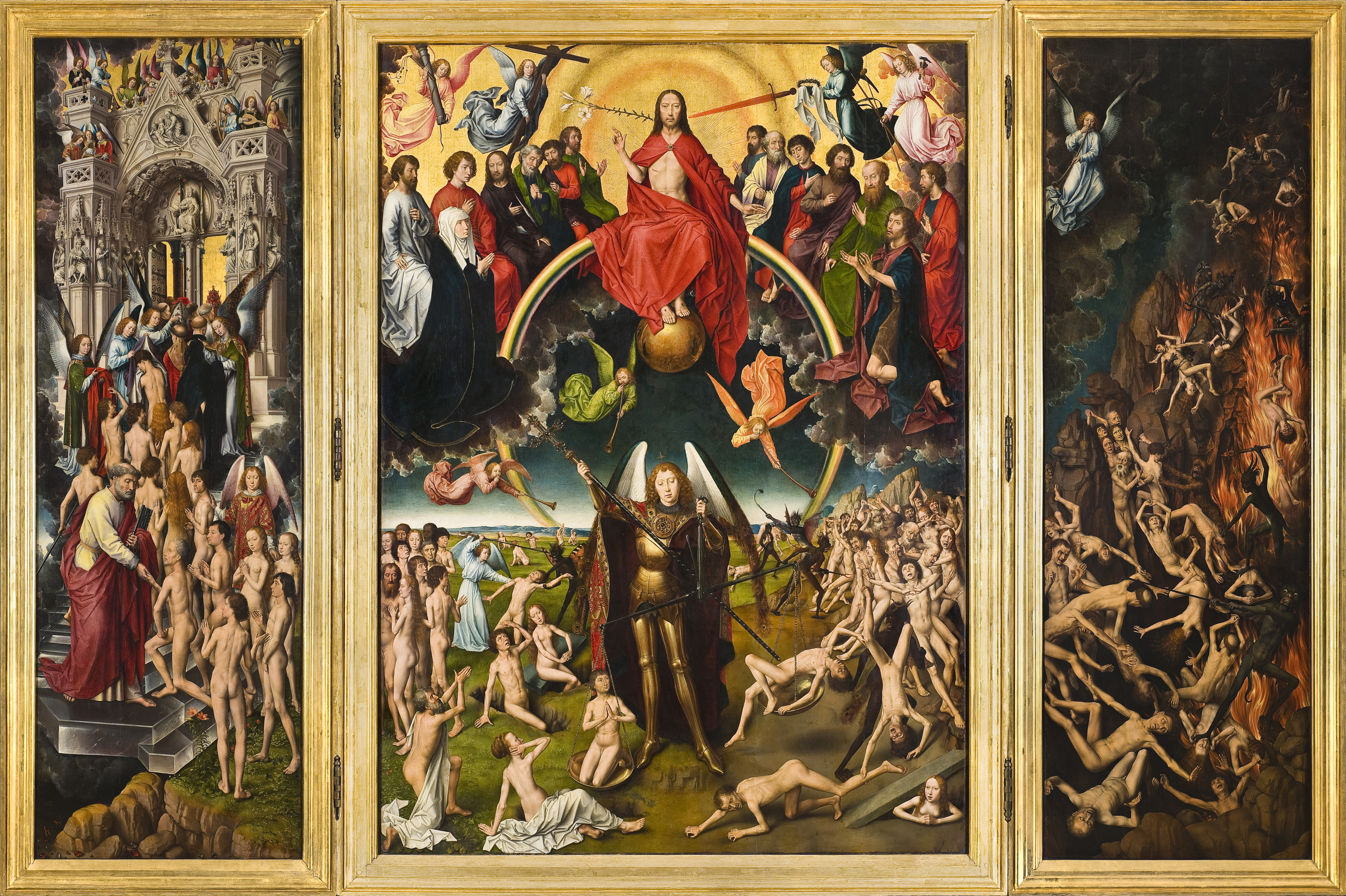
Tam liên hoạ Phán quyết cuối cùng của hoạ sĩ Hans Memling.

Nó được biết đến nhiều nhất từ việc sử dụng nó trong Thánh lễ an táng theo Nghi lễ Rôma. Một phiên bản tiếng Anh được tìm thấy trong các sách phụng vụ Hiệp thông Anh giáo khác nhau.

## Sử dụng trong phụng vụ Rôma
"Dies irae" đã được sử dụng trong Hình thức Ngoại thường của phụng vụ Nghi thức Rôma làm ca tiếp liên cho Thánh lễ An táng trong nhiều thế kỷ, như được thể hiện rõ bởi vị trí quan trọng của nó trong các bài phổ nhạc như của Mozart và Verdi . Nó xuất hiện trong Sách Lễ Rôma năm 1962, ấn bản cuối cùng trước khi thực hiện các sửa đổi xảy ra sau Công đồng Vaticanô II . Như vậy, nó vẫn được nghe thấy trong các nhà thờ nơi cử hành nghi lễ Triđêntinô tiếng Latinh. Nó cũng là một phần của nghi lễ trước công đồng của Ngày Các Đẳng.
" Dies irae " vẫn là một bài thánh thi ad libitum trong các Giờ Kinh Phụng vụ trong tuần cuối cùng trước Mùa Vọng (tuần XXXIV Mùa Thường Niên, được chia thành ba phần cho Kinh Sách, Kinh Sáng và Kinh Chiều.

## Bản văn
|                                                                      | Bản gốc | Bản dịch |
| -------------------------------------------------------------------- | --- | --- |
| I II III IV V VI VII VIII IX X XI XII XIII XIV XV XVI XVII XVIII XIX | Dies iræ, dies illa, Solvet sæclum in favilla: Teste David cum Sibylla. Quantus tremor est futurus, Quando Iudex est venturus, Cuncta stricte discussurus! Tuba, mirum spargens sonum Per sepulchra regionum, Coget omnes ante thronum. Mors stupebit, et natura, Cum resurget creatura, Iudicanti responsura. Liber scriptus proferetur, In quo totum continetur, Unde mundus iudicetur. Iudex ergo cum sedebit, Quidquid latet, apparebit: Nil inultum remanebit. Quid sum miser tunc dicturus? Quem patronum rogaturus, Cum vix iustus sit securus? Rex tremendæ maiestatis, Qui salvandos salvas gratis, Salva me, fons pietatis. Recordare, Iesu pie, Quod sum causa tuæ viæ: Ne me perdas illa die. Quærens me, sedisti lassus: Redemisti Crucem passus: Tantus labor non sit cassus. Iuste Iudex ultionis, Donum fac remissionis Ante diem rationis. Ingemisco, tamquam reus: Culpa rubet vultus meus: Supplicanti parce, Deus. Qui Mariam absolvisti, Et latronem exaudisti, Mihi quoque spem dedisti. Preces meæ non sunt dignæ: Sed tu bonus fac benigne, Ne perenni cremer igne. Inter oves locum præsta, Et ab hædis me sequestra, Statuens in parte dextra. Confutatis maledictis, Flammis acribus addictis, Voca me cum benedictis. Oro supplex et acclinis, Cor contritum quasi cinis: Gere curam mei finis. Lacrimosa dies illa, Qua resurget ex favílla Iudicandus homo reus: Huic ergo parce, Deus: Pie Iesu Domine, Dona eis requiem. Amen. | Ngày ấy, ngày nổi giận, Ngày vũ trụ nát ra tro, Theo lời Đavít và Sybilla. Ôi hãi hùng kinh khiếp, Khi Đấng Thẩm phán đến, Xét xử rất nghiêm ngặt! Tiếng loa vọng sửng sốt, Trên mồ mả khắp miền, Bắt tựu trước Thẩm phán. Sự chết và tạo vật kinh hoàng, Khi thọ sanh nổi dậy, Trả lời Đấng Thẩm phán. Cuốn sách sẽ mở ra, Trong đó ghi chép cả, Trần gian cứ đó bị xét xử. Khi Thẩm phán ngự toà, Mọi bí ẩn sẽ lộ ra, Không chi không bị phạt. Khốn chưa, tôi biết nói gì? Biết kêu cầu ai bảo trợ? Kẻ lành còn chưa đứng vững! Lạy Vua cả oai nghi kính sợ, Là Đấng cứu kẻ phải cứu, Xin cứu con, hỡi nguồn ân ái! Ôi Giêsu nhân ái! Xin nhớ vì con, Chúa đã ra đời, Xin đừng huỷ diệt con trong những ngày ấy. Chúa tìm con, Chúa ngồi mệt nhọc, Để cứu con, Chúa đã chịu tử hình, Xin đừng uổng phí công lênh ấy! Lạy Thẩm phán xét phạt chí công, Xin ban ơn tha thứ tội khiên, Trước ngày con phải tham vấn. Con nên như tội nhân, Tội làm con đỏ mặt, Dám trông Chúa nhậm lời nhiêu dung kẻ nài xin. Chúa đã tha cho Magđalêna, Đã nhận lời người trộm thống hối, Xin cho con được lòng trông cậy. Lời nguyện cầu tuy không xứng đáng, Nhưng Chúa rất nhân từ bao dung, Đừng để con để lửa hình thiêu đốt. Xin đặt con giữa đoàn chiên, Và biệt con khỏi bầy dê, Cho con đứng bên phải Chúa. Sau khi phạt những người vô phúc, Bị thiêu trong lửa rực muôn đời, Xin gọi con vào sổ hồng phúc. Con sấp mình kêu van tha thiết, Lòng thống hối tan nát như tro, Xin giúp con trong giờ sau hết. Ôi ngày ấy tràn đầy nước mắt, Ngày tội nhân từ tron tro bụi, Sẽ sống lại để chịu phán xét, Xin Chúa thứ tha. Lạy Giêsu lân tuất! Xin cho các linh hồn được an nghỉ muôn đời. Amen. |

Trong những cải cách phụng vụ năm 1969–71, khổ thơ 19 đã bị xóa và bài thánh thi được chia thành ba phần: 1–6 (dành cho Kinh Sách), 7–12 (dành cho Kinh Sáng) và 13–18 (dành cho Kinh Chiều). Ngoài ra, "Qui Mariam absolvisti" trong khổ thơ 13 được thay thế bằng "Peccatricem qui solvisti" do đó dòng đó bây giờ có nghĩa là, "Chúa đã tha cho người đàn bà tội lỗi". Điều này là do học thuật hiện đại phủ nhận thông tin nhận dạng thông thường của người đàn bà ngoại tình với Maria Magđalêna, vì vậy Maria không còn có thể được nêu tên trong câu này nữa. Ngoài ra, một vinh tụng ca được đưa ra sau khổ 6, 12 và 18:
| Nguyên bản                                                                   | Tạm dịch                                                                                     |
| ---------------------------------------------------------------------------- | -------------------------------------------------------------------------------------------- |
| O tu, Deus majestatis, alme candor Trinitatis nos conjunge cum beatis. Amen. | Lạy Thiên Chúa uy nghi là Ánh sáng Ba Ngôi nuôi dưỡng xin đặt chúng con vào chư thánh. Amen. |